# ジェローラ・アルタ
ジェローラ・アルタ（イタリア語: Gerola Alta）は、イタリア共和国ロンバルディア州ソンドリオ県にある、人口約200人の基礎自治体（コムーネ）。

## 地理

### 位置・広がり
ソンドリオ県西部のコムーネ。モルベーニョから南へ9km、県都ソンドリオから西南西へ28km、州都ミラノから北北東へ72kmの距離にある。

#### 隣接コムーネ
隣接するコムーネは以下の通り。BGはベルガモ県、LCはレッコ県所属を示す。
- アヴェラーラ (BG)
- ベーマ
- クージオ (BG)
- イントロービオ (LC)
- オルニーカ (BG)
- ペデジーナ
- プレマーナ (LC)
- サンタ・ブリージダ (BG)
- ヴァルトルタ (BG)

### 地震分類
イタリアの地震リスク階級 (it) では、3 に分類される
。

## 行政

### 山岳部共同体
広域行政組織である山岳部共同体「ヴァルテッリーナ・ディ・モルベーニョ山岳部共同体」 (it:Comunità montana della Valtellina di Morbegno) （事務所所在地: モルベーニョ）を構成するコムーネの一つである。

### 分離集落
ジェローラ・アルタには、以下の分離集落（フラツィオーネ）がある。
- Case di Sopra, Castello, Fenile, Foppa, Laveggiolo, Nasoncio, Pescegallo, Ravizze, Valle